# Општина Санђеорђу Де Падуре (Муреш)
Санђеорђу Де Падуре (рум. Sângeorgiu De Pãdure) општина је у Румунији у округу Муреш.
Oпштина се налази на надморској висини од 398 m.